# Torre de la Creu del Castellar
Les restes de la Torre de la Creu del Castellar, una torre de guaita medieval es troben al cim del Puig de la Creu del Castellar al municipi de Calonge al Baix Empordà. Era la guaita de més llarg abast del territori calongí. El 22 d'abril de 1949 el lloc va ser protegit com a bé cultural d'interès nacional.

## Descripció
Al capdamunt del Puig de la Creu del Castellar es troba en el massís del Castellar o de Can Mont resten els fonaments d'una petita torre circular i d'un mur que gairebé no sobresurten del terreny. El diàmetre extern de la torre és de 7 metres i el gruix del mur és d'un metre aproximadament. L'aparell era de pedra grossa poc treballada ajuntada amb morter, però la vegetació abundant només permet d'endevinar on exactament va situar-se la torre. S'hauria de dur a terme una excavació per tal de determinar la forma exacte del conjunt defensiu, els abundants matolls amb tot dificulten el seu estudi.
La torre desapareguda dominava així com encara avui el mirador una vista a quatre vents. Servia per vigilar la vall del Rifred, per on passa l'antic camí de les Gavarres cap a la plana de la vall de Calonge i per transmetre els senyals a la vall dels Molins i Romanyà de la Selva.

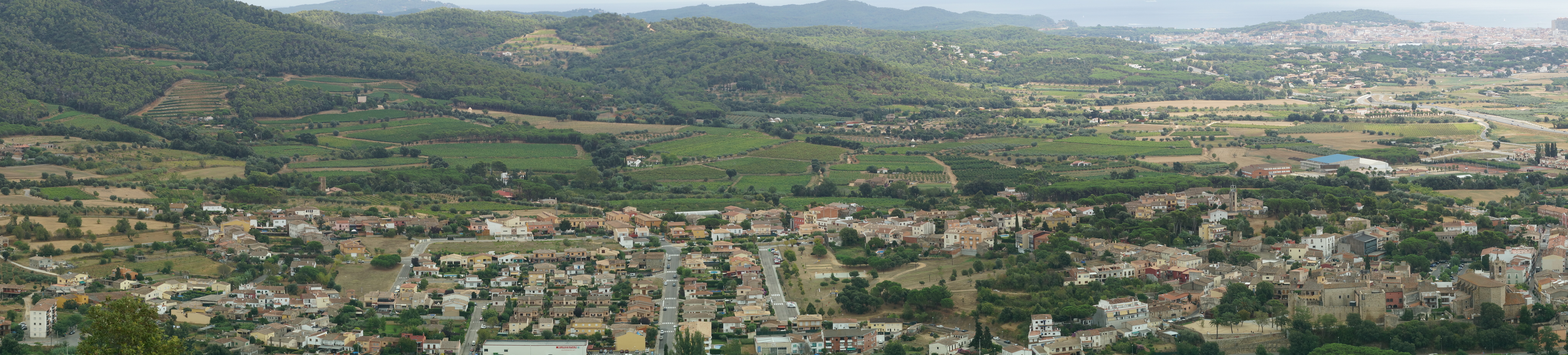
Vista en direcció nord

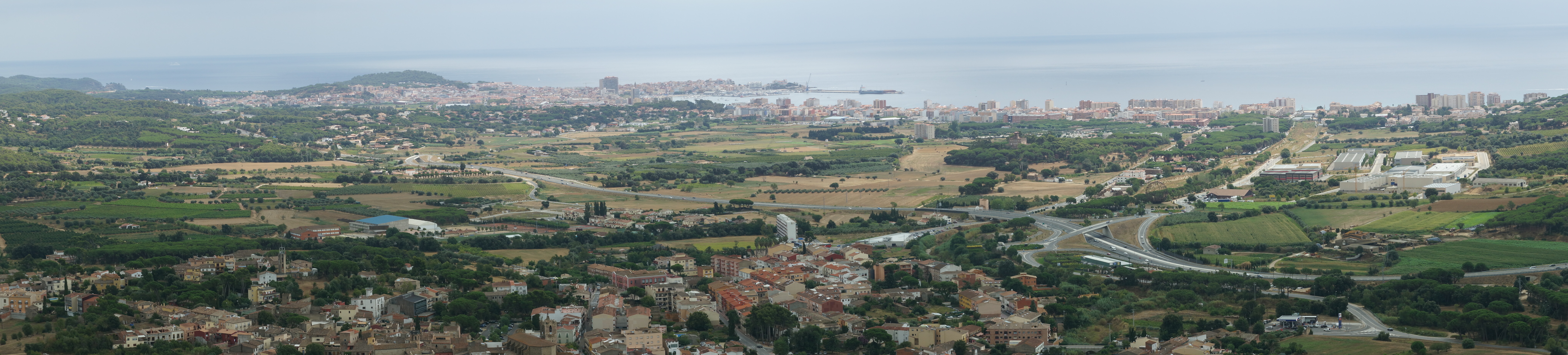
Vista en direcció llevant, vers la badia de Calonge

## Ortografia del nom
Es troben documents on s'utilitza l'ortografia alternativa i homòfona Creu del Castellà i el mateix prospecte La Creu, la muntanya de Can Mont, Castellbarri i Ruàs utilitza ambdues ortografies.